# Extraction (chimie)

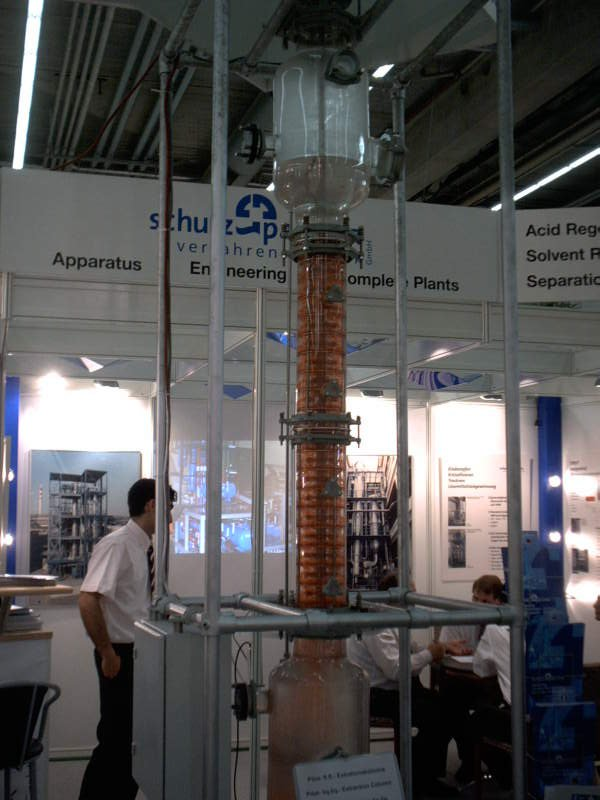
Colonne d'extraction liquide-liquide à l'échelle industrielle

Pour les articles homonymes, voir Extraction.
L'extraction est un procédé de séparation en génie chimique et en chimie de laboratoire qui consiste à extraire une espèce chimique, c'est-à-dire prélever une ou plusieurs espèces chimiques d'un mélange solide ou liquide.
Les extractibles sont des produits aisément extraits à l'aide de solvants organiques ou aqueux, sans procéder à des traitements sévères. 

## Principe général
Un moyen d'extraction est utilisé pour extraire sélectivement un ou plusieurs composés d'un mélange initial, sur la base de propriétés chimiques ou physiques.
 Le moyen d'extraction n'est pas ou peu miscible avec les composants principaux du mélange initial, et le composé à extraire possède plus d'affinité avec le moyen d'extraction qu'avec les composants principaux du mélange initial.
L'opération d'extraction se déroule en deux parties :
- une première partie de transfert du composé à extraire entre le mélange initial et le moyen d'extraction ;
- une deuxième partie de séparation du moyen d'extraction du mélange principal.

## Extraction par un liquide

### Extraction liquide-liquide
Cette technique permet d'extraire une substance dissoute dans un solvant (phase d'alimentation), à l'aide d'un autre solvant, appelé phase solvant d'extraction, dans lequel elle est plus soluble. Le solvant initial et le solvant d'extraction ne doivent pas être miscibles.
Pour effectuer une extraction liquide-liquide en laboratoire, on peut utiliser une ampoule à décanter ou un extracteur en continu tel que l'extracteur de Kutscher-Streudel.

### Extraction solide-liquide
Il s'agit d'extraire une substance présente dans un solide pour la faire passer dans un solvant liquide.

La macération, l'infusion et la technique de décoction sont des méthodes d'extraction solide-liquide.

En laboratoire de chimie organique, on utilise parfois des appareils plus efficaces, les extracteurs de Soxhlet, de Tisselmann ou de Kumagawa, qui fonctionnent en continu.
Un montage à reflux peut aussi être utilisé pour accomplir une extraction solide-liquide.

## Extraction par un fluide supercritique
Les fluides supercritiques sont utilisés pour extraire par exemple les épices et les parfums, retirer l'amertume du houblon ou décaféiner le café.
La principale différence entre l'extraction par fluide supercritique et l'extraction par un solvant conventionnel est dans la méthode de récupération du solvant. En diminuant la pression, le fluide supercritique perd son pouvoir de dissolution et le produit extrait précipite.
Cette extraction peut être :
- une extraction liquide-fluide supercritique ;
- une extraction solide-fluide supercritique.

## Extraction par un solide
Cette technique permet d'extraire une substance dissoute dans un solvant (phase mobile) à l'aide d'un solide appelé phase stationnaire. L'extraction s'effectue par adsorption suivi par une désorption par élution par exemple.